# Berg im Attergau
Berg im Attergau  ist eine Gemeinde  in Oberösterreich im Bezirk Vöcklabruck  im Salzkammergut mit 1125 Einwohnern (Stand 1. Jänner 2024). Die Gemeinde liegt im Gerichtsbezirk Vöcklabruck.

## Geografie
Der Ort Berg im Attergau liegt auf 654 Meter Höhe im Hausruckviertel. Die Gemeinde hat im Osten Anteil am Attersee. Dieser liegt 470 Meter über dem Meeresniveau. Nach Westen steigt das Gemeindegebiet zum bewaldeten Buchberg auf 808 Meter, um dann zum Tal der Dürren Ager auf knapp über 500 Meter abzufallen. Weiter westlich liegt im Norden der Dienstberg (546 m), im Südwesten steigt das Land auf über 800 Meter an. Die Ausdehnung beträgt von West nach Ost 10 und von Nord nach Süd 5,7 Kilometer.
Die Gesamtfläche beträgt 20,49 Quadratkilometer. Davon sind 31 Prozent bewaldet, 61 Prozent werden landwirtschaftlich genutzt.

### Gemeindegliederung
Das Gemeindegebiet umfasst folgende 16 Ortschaften (in Klammern Einwohnerzahl Stand 1. Jänner 2024):
- Baum (24)
- Berg im Attergau (173)
- Brandham (31)
- Eggenberg (76)
- Eisenpalmsdorf (31)
- Engljähring (69)
- Hipping (215)
- Jedlham (80)
- Katterlohen (19)
- Pössing (49)
- Raith (16)
- Rixing (75)
- Rubensdorf (19)
- Thanham (94)
- Walsberg (94)
- Wötzing (60)

Die Gemeinde besteht aus den Katastralgemeinden Berg und Eggenberg.
Berg grenzt auch an den Attersee.

### Nachbargemeinden
| Frankenmarkt              | Vöcklamarkt                                 | Gampern                |
| Weißenkirchen im Attergau | Kompassrose, die auf Nachbargemeinden zeigt | Seewalchen am Attersee |
| Straß im Attergau         | St. Georgen im Attergau                     | Attersee am Attersee   |

## Geschichte
Die Geschichte Berg im Attergau ist eng mit der von St. Georgen im Attergau verknüpft. Ursprünglich im Ostteil des Herzogtums Bayern liegend, gehörte der Ort seit dem 12. Jahrhundert zum Herzogtum Österreich. Seit 1490 wird er dem Fürstentum Österreich ob der Enns zugerechnet.
Seit 1848 ist Berg eine eigenständige Gemeinde. Die heutige Gemeinde Berg ist aus den beiden selbständigen Gemeinden Berg und Eggenberg durch Zusammenlegung im Jahr 1938 entstanden.

### Ringwallanlage auf dem Buchberg
1974 entdeckte man bei archäologischen Grabungen unter der Leitung von Clemens Eibner die Umrisse einer 400 Meter langen Ringwallanlage. Man kann davon ausgehen, dass um 1500 v. Chr. die Bewohner der Pfahlbauten ihre Siedlungen am See aufgegeben haben und hier heraufgezogen sind. Die Anlage selbst wurde aber erst später befestigt.
Es kamen nur wenige Fundgegenstände (Keramik, Tonscherben) zu Tage, fest steht aber, dass der Buchberggipfel über sehr lange Zeit hinweg bewohnt war. Die Mauern und Türme, von denen man die Fundamente freigelegt hatte, sind erst in den ersten Jahrhunderten nach Christus entstanden.

### Hügelgräber
In der Umgebung von Berg befindet sich eine größere Anzahl von Hügelgräbern aus der Latènezeit, wovon in den Jahren 2005 und 2006 vom Bundesdenkmalamt drei Grabstellen geöffnet wurden. Die Ausstellung wird nach dem Wirtshaus in Baum nunmehr im Haus der Kultur in St. Georgen im Attergau gezeigt.

### Einwohnerentwicklung

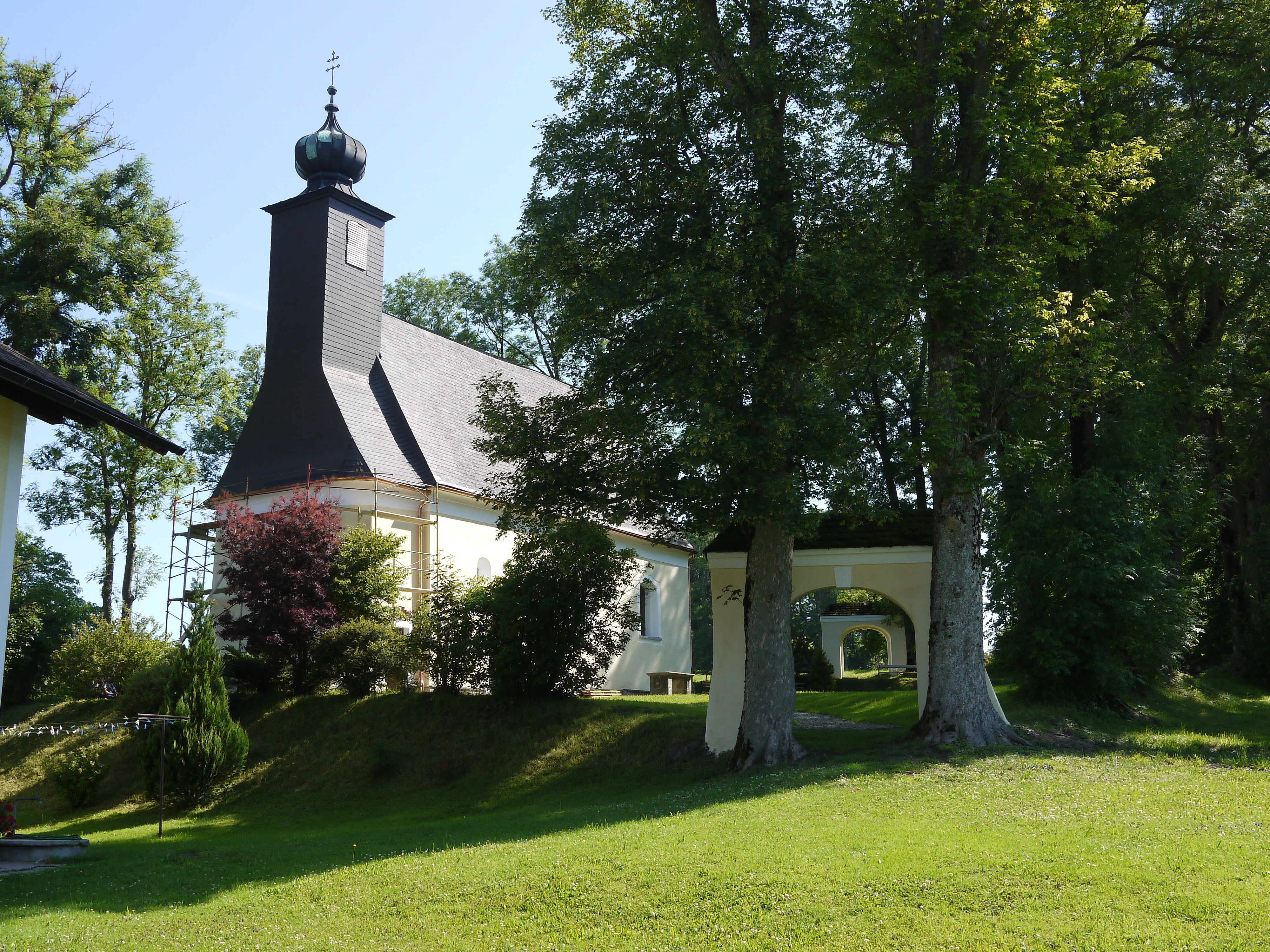
Filialkirche Berg im Attergau

## Wirtschaft und Infrastruktur

### Wirtschaftssektoren
Von den 77 landwirtschaftlichen Betrieben des Jahres 2010 wurden 51 im Haupt-, 25 im Nebenerwerb und 1 von einer Personengemeinschaft geführt. Im Produktionssektor arbeiteten 11 der 16 Erwerbstätigen im Bereich Herstellung von Waren. Die wichtigsten Arbeitgeber des Dienstleistungssektors waren die Bereiche Beherbergung und Gastronomie (64) und soziale und öffentliche Dienste (14 Mitarbeiter).
| Wirtschaftssektor            | Anzahl Betriebe | Anzahl Betriebe | Erwerbstätige | Erwerbstätige |
| Wirtschaftssektor            | 2011            | 2001            | 2011          | 2001          |
| ---------------------------- | --------------- | --------------- | ------------- | ------------- |
| Land- und Forstwirtschaft 1) | 77              | 102             | 90            | 93            |
| Produktion                   | 8               | 3               | 16            | 22            |
| Dienstleistung               | 36              | 17              | 94            | 63            |

1) Betriebe mit Fläche in den Jahren 2010 und 1999

### Arbeitsmarkt, Pendeln
Im Jahr 2011 lebten 523 Erwerbstätige in Berg im Attergau. Davon arbeiteten 139 in der Gemeinde, beinahe drei Viertel pendelten aus.

### Verkehr
- Eisenbahn: Durch das Gemeindegebiet verläuft die Attergau-Bahn von Vöcklamarkt nach Attersee.
- Straße: Ebenfalls durch das Gemeindegebiet verläuft die West Autobahn A1.

## Politik

### Gemeinderat
Der Gemeinderat hat 13 Mitglieder.
- Mit den Gemeinderats- und Bürgermeisterwahlen in Oberösterreich 2015 hatte der Gemeinderat folgende Verteilung: 10 ÖVP, 2 FPÖ und 1 SPÖ.
- Mit den Gemeinderats- und Bürgermeisterwahlen in Oberösterreich 2021 hat der Gemeinderat folgende Verteilung: 10 ÖVP, 2 FPÖ und 1 SPÖ.[10]

### Bürgermeister
Bürgermeister seit 1850 waren:
- 1850–1861 Georg Kibler
- 1861–1864 Mathias Aichhorn
- 1864–1870 Franz Resch
- 1870–1873 Martin Wieland
- 1873–1876 Johann Aicher
- 1876–1879 Gottlieb Zöttl
- 1879–1882 Michael Bauschinger
- 1882–1885 Mathias Neubacher
- 1885–1894 Martin Scheichl
- 1894–1897 Franz Kroiss
- 1897–1900 Anton Kibler
- 1900–1903 Josef Roither
- 1903–1906 Josef Meinhart
- 1906–1906 Anton Resch
- 1906–1909 Josef Wieland
- 1909–1911 Christian Resch
- 1911–1919 Anton Eicher
- 1919–1924 Anton Starzinger
- 1924–1938 (zusammengelegt mit Berg-Eggenberg)
- 1938–1944 Matthias Eichhorn
- 1944–1945 Ernst Sompek
- 1945–1946 Franz Haumtratz
- 1946–1967 Josef Roither
- 1967–1969 Anton Starzinger
- 1969–1976 Johann Nini
- 1976–1979 Johann Hauser
- 1979–1997 Matthias Eicher
- 1997–2015 Franz Steinbichler
- seit 2015 Ernst Pachler (ÖVP)

### Wappen
Blasonierung: „In Silber eine grüne, flache Spitze, darüber zwei blaue, sechsstrahlige Sterne.“ Die Gemeindefarben sind Grün-Weiß.
Das 1978 verliehene Wappen stellt mit dem grünen Berg den Ortsnamen dar, wobei die grüne Farbe auf die Landwirtschaft und den Tourismus als wichtigste Erwerbszweige der Bewohner hinweist. Die beiden Sterne stehen für die beiden ehemals selbstständigen Gemeinden Berg und Eggenberg, die 1938 zusammengelegt wurden.

## Persönlichkeiten

### Söhne und Töchter der Gemeinde
- Franz Hauser (* 1947), Heimatforscher und Ehrenbürger